# Mannesmann Poll
Il Mannesmann Poll, designazione non ufficiale assegnata dal personale della Royal Air Force, era un bombardiere pesante triplano a lungo raggio sviluppato in Germania durante gli ultimi anni della prima guerra mondiale e rimasto allo stadio di prototipo in fase di costruzione.
Ritrovato in alcune sue parti da personale militare britannico dopo la fine del conflitto era caratterizzato da dimensioni imponenti e rimane uno dei velivoli meno conosciuti tra quelli del periodo giunti ai nostri giorni.

## Storia

### Sviluppo
Dall'analisi del limitato materiale cartaceo ritrovato dalla commissione, la progettazione dell'aereo fu affidata ad un inesistente ingegnere capo Forstman che, secondo alcune ipotesi, non sarebbe altro che l'ingegnere Villehad Forssman che curò effettivamente la progettazione di un bombardiere strategico quadrimotore, il Siemens-Schuckert Forssman R, nel 1914.
La fusoliera chiusa aveva una lunghezza di 45,7 m mentre l'apertura alare risultava di 50,3 m. La propulsione era invece affidata a 10 motori in tandem in configurazione traente-spingente: 4 gruppi erano distribuiti lungo le ali centrali mentre il rimanente era sospeso sull'ala inferiore posta al di sotto della fusoliera. La velocità massima stimata era pari a 130 km/h per un'autonomia valutata nell'ordine dei 10 500 km.
Per questo motivo si ritiene che la macchina fosse stata concepita per colpire, con azioni dimostrative, le coste orientali nordamericane.

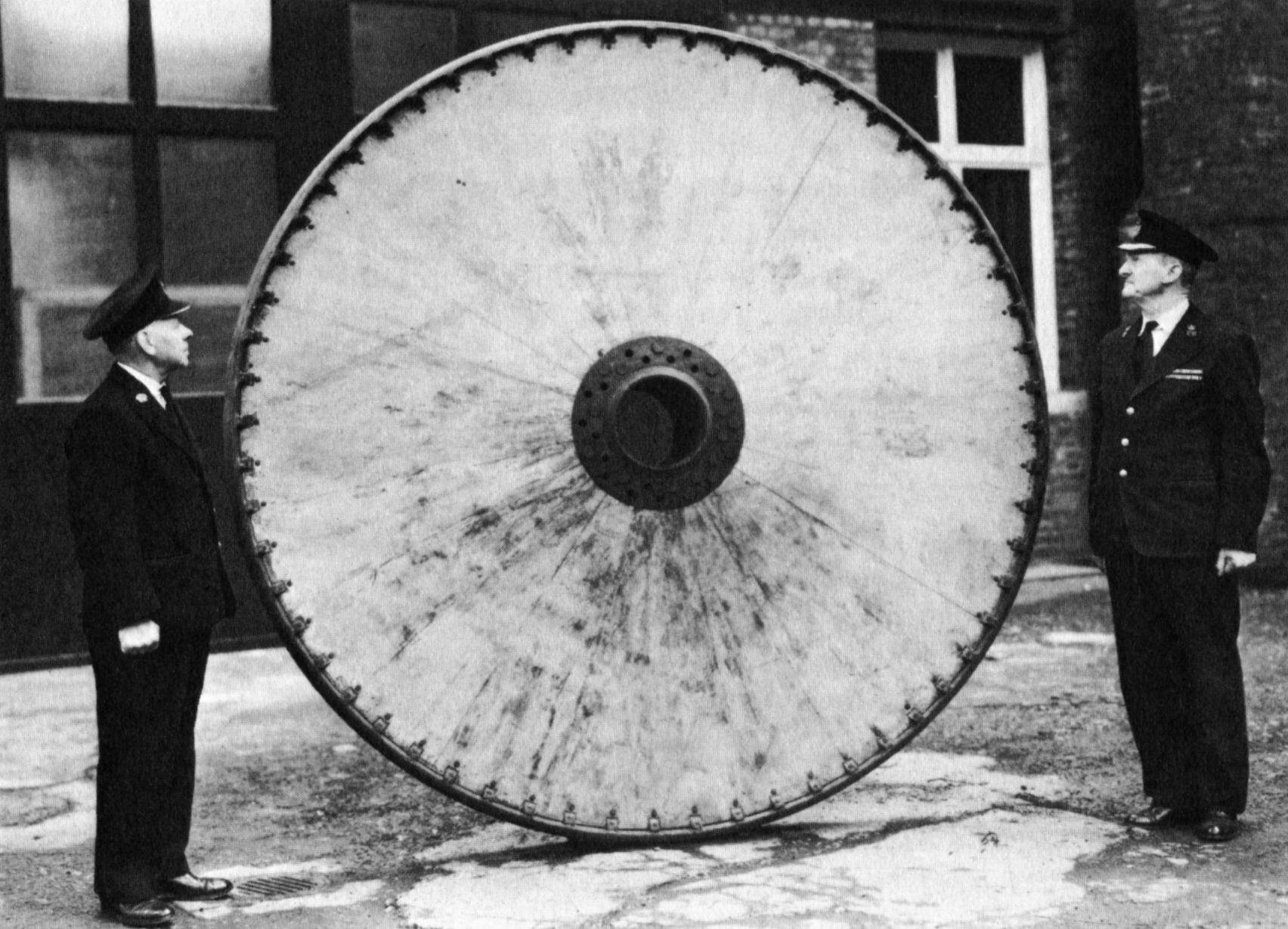
La gigantesca ruota di legno di 2,2 m di diametro ritrovata da una squadra della RAF in un hangar nei dintorni di Colonia, 1919.

La sostanziale mancanza di documenti tedeschi relativi a questo aeroplano non consentono di stabilire con certezza le finalità operative per le quali fu progettato: lo stesso nome fu assegnato alla fine della guerra dalla Commissione militare interalleata di controllo, a seguito del ritrovamento da parte di una squadra della RAF di sezioni incomplete del velivolo e di una ruota di legno del diametro di 2,2 m avvenuto nell'hangar dell'azienda tedesca Mannesmann a Poll, nei dintorni di Colonia.
Questa mastodontica ruota, restaurata nel 1994, può essere tuttora visionata all'Imperial War Museum di Duxford.

### Galleria d'immagini
Rappresentazioni artistiche del velivolo:
- Tavole prospettiche (JPG), su i87.photobucket.com.
- Vista laterale (JPG), su nurflugel.com.
- In volo su New York (JPG) [collegamento interrotto], su aeropedia.nl.